# Kaan Caliskaner
Kaan Caliskaner (ur. 3 listopada 1999 w Kolonii) – niemiecki piłkarz tureckiego pochodzenia występujący na pozycji pomocnika.

## Kariera piłkarska

### Niemcy
Karierę piłkarską zaczynał w juniorskich zespołach Dünnwalder SC oraz SSG 09 Bergisch Gladbach. Następnie przeniósł się do 1. FC Köln, gdzie najpierw grał w zespołach juniorskich, a następnie przez dwa sezony – 2018/19 i 2019/2020 występował w rezerwach tego klubu, które występowały na czwartym poziomie ligowym w Niemczech – Fußball-Regionalliga.
Następnie karierę kontynuował w klubie SSV Jahn Regensburg, który występował w 2. Bundeslidze. Był zawodnikiem tego klubu w sezonach 2020/21–2022/23. W kolejnym sezonie przeniósł się do ligowego rywala – Eintracht Brunszwik, w którym występował jedynie w rundzie jesiennej sezonu 2023/24.

### Polska
10 stycznia 2024 roku został ogłoszony jako nowy zawodnik Jagiellonii Białystok, która wypożyczyła Caliskanera do końca sezonu z opcją pierwokupu. W klubie z Białegostoku zaliczył 14 występów ligowych, w których zdobył 2 bramki. Z Jagiellonią zdobył pierwsze mistrzostwo Polski w historii klubu. Po sezonie klub z Podlasia ogłosił, że nie aktywuje klauzuli wykupu Caliskanera z Eintrachtu Brunszwik.
16 lipca 2024 roku, beniaminek Ekstraklasy, Motor Lublin ogłosił, że podpisał z Caliskanerem roczny kontrakt, z opcją przedłużenia o kolejny sezon.
26 maja 2025 klub poinformował, że kontrakt z zawodnikiem nie zostanie przedłużony.

## Sukcesy

### Klubowe
Jagiellonia Białystok
- Mistrzostwo Polski: 
  -  2023/24

## Statystyka
(aktualne na dzień 27 marca 2025)
| Klub                         | Sezon           | Liga                 | Liga | Liga | Puchar kraju | Puchar kraju | Europa | Europa | Suma | Suma |
| Klub                         | Sezon           | Liga                 | M.   | Br.  | M.           | Br.          | M.     | Br.    | M.   | Br.  |
| ---------------------------- | --------------- | -------------------- | ---- | ---- | ------------ | ------------ | ------ | ------ | ---- | ---- |
| FC Köln II                   | 2018/19         | Fußball-Regionalliga | 17   | 4    | —            | —            | —      | —      | 17   | 4    |
| FC Köln II                   | 2019/20         | Fußball-Regionalliga | 24   | 6    | —            | —            | —      | —      | 24   | 6    |
| FC Köln II                   | Ogólnie         | Ogólnie              | 41   | 10   | 0            | 0            | 0      | 0      | 41   | 10   |
| SSV Jahn Regensburg          | 2020/21         | 2. Bundesliga        | 32   | 1    | 4            | 0            | —      | —      | 36   | 1    |
| SSV Jahn Regensburg          | 2021/22         | 2. Bundesliga        | 17   | 2    | 1            | 0            | —      | —      | 18   | 2    |
| SSV Jahn Regensburg          | 2022/23         | 2. Bundesliga        | 29   | 6    | 2            | 0            | —      | —      | 31   | 6    |
| SSV Jahn Regensburg          | Ogólnie         | Ogólnie              | 78   | 9    | 7            | 0            | 0      | 0      | 85   | 9    |
| Eintracht Brunszwik          | 2023/24         | 2. Bundesliga        | 11   | 0    | 1            | 0            | —      | —      | 12   | 0    |
| Jagiellonia Białystok (wyp.) | 2023/24         | Ekstraklasa          | 14   | 2    | 1            | 0            | —      | —      | 15   | 2    |
| Jagiellonia II Białystok     | 2023/24         | III Liga             | 1    | 0    | —            | —            | —      | —      | 1    | 0    |
| Motor Lublin                 | 2024/25         | Ekstraklasa          | 20   | 1    | 1            | 0            | —      | —      | 21   | 1    |
| Ogólnie kariera              | Ogólnie kariera | Ogólnie kariera      | 165  | 22   | 10           | 1            | 0      | 0      | 175  | 23   |